# Asteropterygion oculitristris
Asteropterygion oculitristris är en kräftdjursart som först beskrevs av John Darby 1965.  Asteropterygion oculitristris ingår i släktet Asteropterygion och familjen Cylindroleberididae. Inga underarter finns listade.